# 5262 Брюсґолдберґ
5262 Брюсґолдберґ (5262 Brucegoldberg) — астероїд головного поясу, відкритий 14 грудня 1990 року.
Тіссеранів параметр щодо Юпітера — 3,145.